# Bahnhof Bath Spa

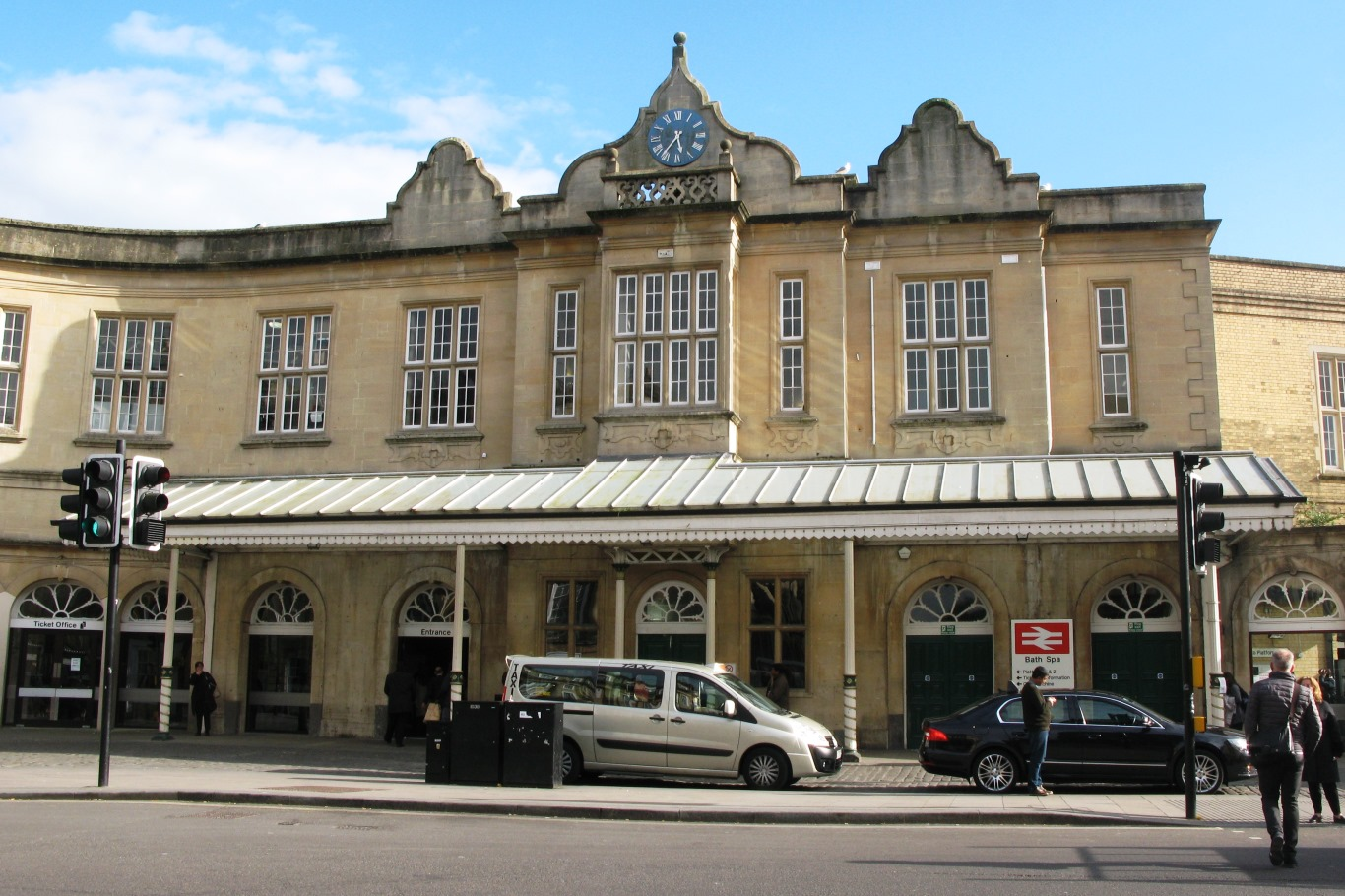
Hauptgebäude des Bahnhofs

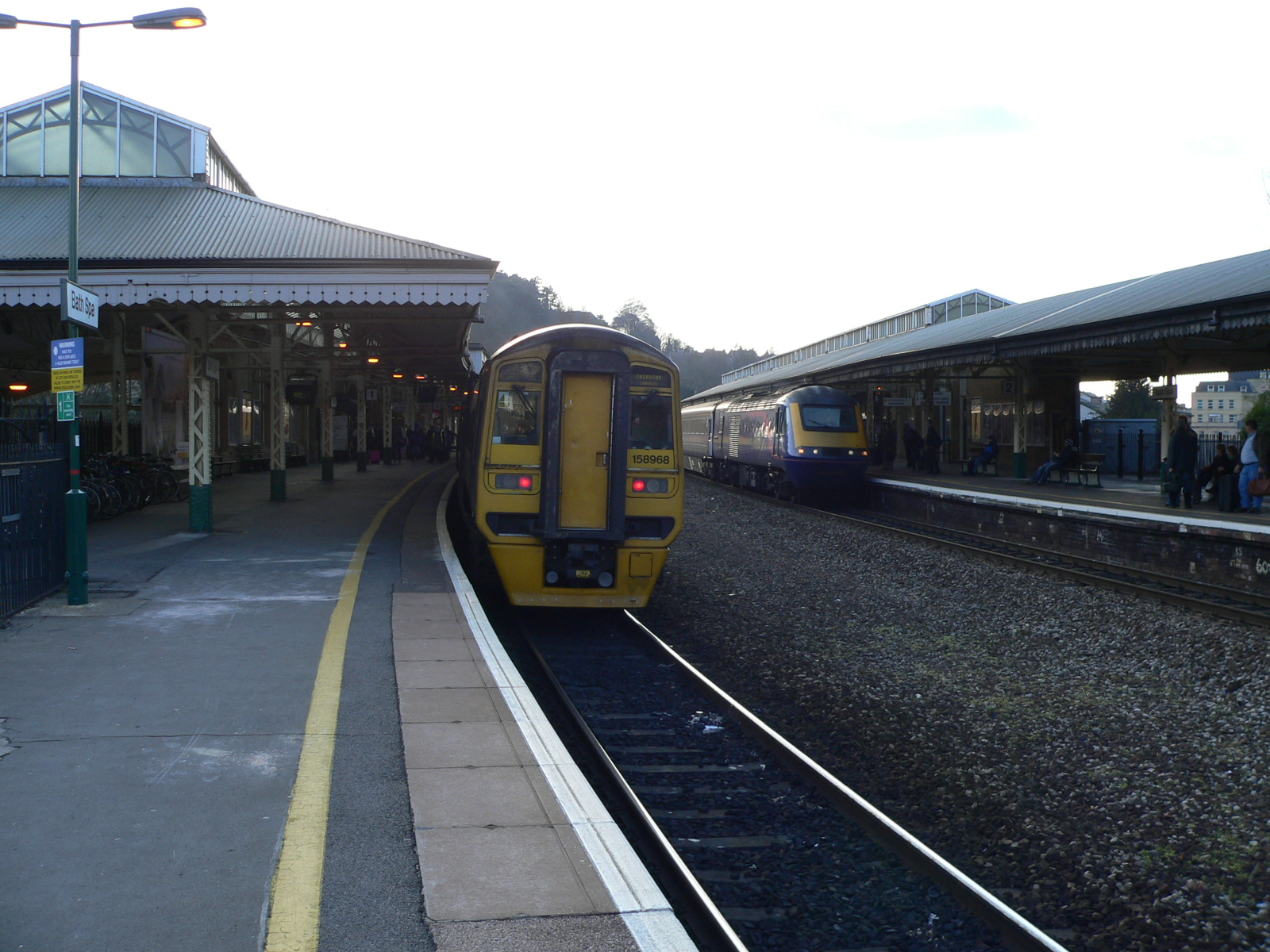
Bahnhof Bath Spa

Bath Spa ist ein Bahnhof in der britischen Stadt Bath. Er wurde 1840 von der Great Western Railway eröffnet, liegt an der bedeutenden Strecke Great Western Main Line und wird heute von Zügen der Gesellschaften Great Western Railway und South West Trains bedient. Im Betriebsjahr 2004/2005 nutzten 3,726 Millionen Fahrgäste den Bahnhof.
Das von Isambard Kingdom Brunel entworfene Bahnhofsgebäude ist in einem asymmetrischen Tudorstil mit gekrümmten Giebeln erbaut und steht unter Denkmalschutz. Es steht am Nordufer des Flusses Avon; die Strecke wurde so gebaut, dass sie an beiden Enden des Bahnhofs den Fluss quert. Die Bahnhofsunterführung führt direkt zu einer früher mautpflichtigen Fußgängerbrücke über den Fluss hinüber zum Stadtteil Widcombe.
Etwa 800 Meter in nordwestlicher Richtung befand sich der Bahnhof Green Park an der Strecke der Midland Railway. Er wurde 1869 eröffnet und 1966 geschlossen. Seither verkehren sämtliche Züge über Bath Spa.